# Nils Engdahl
Nils Engdahl   (Västerhaninge, 4 de novembre de 1898 - Estocolm, 10 de setembre de 1983) va ser un atleta suec que va competir a començaments del segle xx. Era el marit de la saltadora olímpica Signe Johansson.
Juntament amb el seu germà Wilhelm Engdahl, en Nils començà jugant a futbol al IFK Stockholm abans de canviar a l'atletisme el 1917. El 1920 va prendre part en els Jocs Olímpics d'Anvers, on disputà tres proves del programa d'atletisme. En els 400 metres guanyà la medalla de bronze, mentre en els 4x400 metres relleus fou cinquè. També disputà la cursa dels 800 metres, en la que quedà eliminat en sèries. Quatre anys més tard, als Jocs de París, tornà a disputar tres proves del programa d'atletisme. En aquesta ocasió guanyà la medalla de plata en els 4x400 metres relleus, format equip amb Artur Svensson, Erik Byléhn i Gustaf Weijnarth, mentre en els 4x100 metres relleus i els 400 metres quedà eliminat en sèries.
Entre 1920 i 1935 va posseir el rècord suec dels 200 metres i entre 1918 i 1934 dels 400 metres. Entre 1918 i 1927 va guanyar quatre títols nacions en els 100 metres, sis en els 200 i sis més en els 400 metres. Fou el millor atleta suec en les distàncies compreses entre els 100 i els 400 metres durant tres anys consecutius. A banda de l'atletisme jugà a bandy amb el Järva IS fins al 1937.

## Millors marques
- 100 metres llisos. 10.7" (1920)
- 200 metres llisos. 21.8" (1922)
- 400 metres llisos. 48.2" (1924)
- 800 metres llisos. 1' 57.5" (1920)[1][4]